# Jean-Jacques Petter
Jean-Jacques Petter (né le 3 juillet 1927 à Paris 4e et mort le 27 mai 2002 à Noisy-le-Grand) est un zoologiste français. C'est le frère cadet de Francis Petter.

## Parcours
Au Muséum national d'histoire naturelle, il effectua sa carrière au sein de la chaire d'Écologie et protection de la nature, puis d'Écologie générale, dont le laboratoire est situé à Brunoy.
Il prit, en 1989, la succession de François Doumenge à la tête de la chaire d'Éthologie et conservation des espèces animales.
À ce titre de Professeur, il dirigea, de 1990 à 1995, les quatre parcs zoologiques du Muséum national d'histoire naturelle rattachés à sa chaire : le parc zoologique de Vincennes et la ménagerie du Jardin des plantes à Paris, la Réserve zoologique de la Haute-Touche à Obterre et le parc zoologique de Clères.
Il fut, en 1987, le premier président de la Société francophone de primatologie (SFDP).

## Publications
- Jean-Jacques Petter, Recherches sur l'écologie et l'éthologie des lémuriens malgaches, Éditions du Muséum national d'histoire naturelle, Paris, 1962.
- Jean-Jacques Petter, Roland Albignac & Yves Rumpler, Mammifères Lémuriens (Primates prosimiens), Volume 44 de Faune de Madagascar, Éditions de l'O.R.S.T.O.M. - C.N.R.S., Paris, 1977.
- Jean-Jacques Petter, Le Propre du singe, Fayard, collection Temps des sciences, Paris, 1984, 258 p.
- Jean-Jacques Petter, Chaire de conservation des espèces animales : Les collections animales vivantes du Muséum, Muséum national d'histoire naturelle, Paris, 1989, 94 p.
- Jean-Jacques Petter, Le génie animal, Nathan, Paris, 1992, 255 p.  (ISBN 2-09-241042-3)
- Yves Laissus & Jean-Jacques Petter, Les animaux du Muséum, 1793-1993. Muséum national d'histoire naturelle - Imprimerie nationale, Paris, 1993, 204 p.  (ISBN 2-11-081284-2)
- Jean-Jacques Petter, Primates, Nathan, Paris, 2010, 256 p.  (ISBN 978-2-09-260543-1) (publication posthume)